# Alexander Skwortsow
Alexander Skwortsow (Russisch: Александр Скворцов) (Novosibirsk, 1944 - Hilversum, 24 november 2010) was een Russisch-Nederlands violist.

## Jeugd
Skwortsow begon zijn muzikale opleiding als een niet zo enthousiaste pianoleerling. Zijn moeder (een concertpianiste) gaf hem zijn eerste lessen toen hij zes jaar oud was en hield dat vier jaar vol. Toen hij tien jaar oud was hoorde hij echter zigeunermuziek en een uitvoering door de vermaarde violist David Oistrach. Hij was direct verknocht aan vioolmuziek en liet piano voor wat het was. Hij nam les aan de ’s muziekschool van Novosibirsk (niet tot volle tevredenheid van zijn moeder) en gaf zijn eerste concert toen hij zestien was met het Novosibirsk Philharmonisch Orkest het eerste vioolconcert van Henryk Wieniawski en het vierde van Henri Vieuxtemps. Hij won een eerste prijs in de nationale jeugd competitie voor muziek voor de gehele U.S.S.R. 

## Jaren 60 uit 20e eeuw
Zijn interesse voor volksmuziek leidde hem naar diverse noordelijke Sovjet-gebieden, waar hij de diverse muziek opnam, zodat deze behouden bleef.
Na gespeeld te hebben in het NPO begon Skwortsow aan een opleiding aan het Sint Petersburg Conservatorium (dirigeren en viool) onder meer via allerlei masterclasses; hij trad op verzoek toe tot een strijkkwartet. Toen hij 22 was trad hij toe tot het Sint Petersburg Philharmonisch Orkest en zette zijn studie voort bij Boris Serggieff (traditionele muziek) in Sint Petersburg en Boris Goldstein (virtuoze muziek) uit Moskou. Een perfecte combinatie van opleiding naar zijn mening.

## Jaren 70 en later
In 1977 emigreerde hij naar Nederland en werd 1e violist bij het Rotterdams Philharmonisch Orkest en de 1e violist van het Rotterdam Strijkkwartet. Na diverse seizoenen werd hij gevraagd op concertmeester te worden van het Lübeck Philharmonisch Orkest (Duitsland). Tussen 1982 en 1987 gaf hij een aantal solo-optredens die geprezen werden en hij werd enige tijd Bach- en Mozartspecialist door de Duitse pers.  Zijn carrière verplaatste zich in 1987 naar Vancouver, Canada. Het Vancouver Symfonie Orkest vroeg hem als eerste concertmeester, terwijl het orkest op een financieel debacle afstormde. Door het geven van diverse benefietconcerten door Skwortsow bleef het orkest behouden en verbleef hij als concertmeester twee jaar bij dit orkest.  In de jaren die volgende bekleedde hij diverse malen de functie van gastconcertmeester bij diverse orkesten.
In 1990 vertrok hij weer naar Nederland om zich meer toe te leggen op zijn solocarrière en op opnamen. 

## 21e eeuw
Alexander Skwortsow heeft door Europa verschillende recitals gegeven en opnames gemaakt.

## Bron
- homepage van artiest